# Macuruco
Macuruco es una localidad en la municipalidad de Municipio Atabapo del  Estado Amazonas, en Venezuela. Se encuentra cercano a las confluencias de los ríos Río Orinoco y el Río Ventuari.